# 赤井砦
赤井砦（あかいとりで）は、富山県射水市赤井（旧：富山県射水郡大島町赤井）に在った砦。赤井城とは別になるが、赤井城についてもこの項で扱う。

## 概要
南方に位置する日宮城の出城として機能した。築城年は不明。もともとこの地には神楽岡神社があり、その宮司杉岡氏により築かれた。
杉岡氏はその後、赤井城を築き、赤井氏を名乗る。
日宮城が落城すると、城主赤井半太左衛門は神官に戻った言われる。
なお、砦周辺の地名を「馬塚」と言い、豊臣秀吉の富山の役の際、死んだ軍馬を葬ったことから名付けられたと言われる。

## 現在
砦の遺構はない。赤井地区内にある神楽岡神社が赤井城の推定地とされている。